# فضلات بشرية
تشير الفضلات البشرية (أو الإفرازات البشرية) إلى النفايات الناجمة عن الجهاز الهضمي وعملية الأيض، وعلى وجه التحديد البراز والبول البشريان. باعتبارها جزءًا من عملية تطهير المياه المعمول بها، تُجمع الفضلات البشرية، وتُنقل، ثم تُعالج وتُصرّف أو يُعاد استخدامها بطريقة أو بأخرى، ويعتمد ذلك على نمط المراحيض المستخدمة، وقدرة المستخدمين على دفع تكاليف الخدمات وعوامل أخرى. عادة ما تتعامل إدارة حمأة البراز مع المادة البرازية المجمّعة في أنظمة تطهير المياه الموضعية مثل المراحيض ذات الحفرة وخزانات الصرف الصحي.
تتباين أنظمة تطهير المياه المُطبقة على نطاق واسع حول العالم، إذ يلجأ العديد من الناس في الدول النامية إلى التغوط في العراء حيث تُصرف الفضلات البشرية في البيئة، نتيجة الافتقار إلى خيارات أخرى. يُعد إجراء تحسينات في «إمداد المياه وتطهيرها والنظافة» (دبليو أيه إس إتش) حول العالم أساسًا لقضية الصحة العمومية ضمن إطار التنمية الدولية وهي محط تركيز الهدف السادس من أهداف التنمية المستدامة.
يميل الناس في الدول المتقدمة إلى استخدام مراحيض مزودة بنظام شطف حيث تُمزج الفضلات بالماء وتُنقل إلى معامل معالجة الصرف الصحي.
يمكن تصريف إفرازات الأطفال في حفاظات حيث تمزج بنفايات صلبة محلية. تُلقى الحفاظات مباشرة في البيئة أحيانًا، ما يقود إلى أخطار على الصحة العمومية.

## اصطلاحًا
يُستخدم مصطلح «فضلات بشرية» في وسائل الإعلام العامة للدلالة على عدة أشياء، مثل الصرف الصحي، والحمأة، والمياه السوداء، حقيقةً على أي شيء من المرجح احتواءه على بعض البراز البشري. في المعنى الضيق للمصطلح، الفضلات البشرية تعني فعليًا الإفرازات البشرية، مثل البول والبراز، سواء كانت ممزوجة بالماء أم لا. على سبيل المثال، تجمع المراحيض الجافة الفضلات البشرية دون إضافة الماء إليها.

## الجوانب الصحية
تُعتبر الفضلات البشرية نفايات طبية، إذ أنها ناقل لكلا الأمراض الفيروسية والجرثومية. قد يُشكل تسربها إلى موارد مياه الشرب خطرًا صحيًا حقيقيًا. تُشير تقريرات منظمة الصحة العالمية (دبليو إتش أو) إلى وفاة نحو 2.2 مليون شخص سنويًا نتيجة أمراض سببتها المياه الموبوءة. من أكبر إنجازات الحضارة البشرية كان الحد من انتقال الأمراض عبر الفضلات البشرية عبر ممارسات النظافة والتطهير، التي يمكنها توظيف مجموعة متنوعة من التقنيات المختلفة.

## الجوانب البيئية
حتى الجبال العالية لا تخلو من الفضلات البشرية. في كل عام، يزور الملايين من متسلقي الجبال مناطق جبلية عالية. يخلفون سنويًا أطنانًا من البراز والبول يمكنها التسبب بتلوث بيئي. يشكل البراز البشري خطرًا أكبر على البيئة الجبلية من تصريف البول غير المقيد، نتيجة احتوائه على نسبة أعلى من العوامل الممرضة.

## طرائق المعالجة
تعتمد طرائق المعالجة على نوع الفضلات البشرية:
- يُعالج الصرف الصحي بواسطة محطات معالجة الصرف الصحي
- تُعالج حمأة الصرف الصحي بواسطة محطات معالجة حمأة الصرف الصحي
- قد تُحول المادة البرازية الناتجة من المراحيض الجافة إلى سماد طبيعي
- تُدار وتُعالج حمأة البراز من المراحيض ذات الحفرة عبر نهج يُعرف بإدارة حمأة البراز

يمكن تقليص كمية المياه الممتزجة بالفضلات البشرية عبر استخدام المبولات الجافة والمراحيض السمادية وعبر إعادة تدوير المياه الرمادية. أكثر وسائل معالجة الفضلات البشرية شيوعًا في المناطق الريفية حيث لا توجد أنظمة صرف صحي حضرية هي استخدام أنظمة خزانات الصرف الصحي. في المناطق الريفية البعيدة حيث لا يوجد أنظمة صرف صحي أو خزانات، يسمح انخفاض عدد السكان بالاستخدام المستمر لمراحيض الدلاء وبحيرات الصرف الصحي (انظر بحيرة لا هوائية) دون وجود خطر الأمراض الذي تشكله المناطق ذات الكثافة السكانية. تُستخدم مراحيض الدلاء في القرى الريفية في ألاسكا، حيث لا يمكن استخدام أنظمة معالجة الفضلات التقليدية نتيجة التربة الصقيعية.